# Parafia św. Anny w Kruszynianach
Parafia św. Anny – parafia prawosławna w Kruszynianach, w dekanacie Sokółka diecezji białostocko-gdańskiej.
Na terenie parafii funkcjonuje 1 cerkiew:
- cerkiew św. Anny w Kruszynianach – parafialna

## Historia
Parafię w Kruszynianach erygowano w 1981, po wydzieleniu z parafii Narodzenia Przenajświętszej Bogurodzicy w Krynkach. W momencie erygowania parafia liczyła blisko sto wiernych
. Świątynią parafialną została pochodząca z 1829 drewniana cerkiew cmentarna (od 1958 – filialna), gruntownie wyremontowana w latach 1977–1979. Cerkiew ta spłonęła 11 grudnia 1983. Obecną murowaną świątynię wzniesiono na fundamentach poprzedniej w latach 1984–1985. Wokół cerkwi znajduje się cmentarz, którego data założenia nie jest dokładnie znana (prawdopodobnie powstał na przełomie XVII i XVIII w.).
W 2015 przeprowadzono remont wnętrza cerkwi. Po zakończeniu prac, cerkiew została ponownie poświęcona (7 sierpnia 2015).
W 2015 parafia liczyła 38 osób, jednakże liczba ta stale się zmniejsza wskutek migracji do miast. Według innego źródła, w 2017 parafia liczyła 49 osób.

## Zasięg parafii
Do parafii należą wierni z miejscowości: Kruszyniany, Łosiniany, Łużany i Rudaki.

## Wykaz proboszczów
- 1981–1983 – ks. Eugeniusz Michalczuk
- 21.01.1983 – 25.08.1990 – ks. Mirosław Tomaszewski
- 15.11.1991 – 8.08.1995 – ks. Jarosław Szczerbacz
- 8.08.1995 – 20.09.1996 – ks. Anatol Fiedoruk
- 1996–1997 – ks. Paweł Łapiński
- od 14.06.1997 – ks. Mirosław Łuciuk[7]